# 卡特蘇弗拉基斯山
卡特蘇弗拉基斯山（英語：Mount Katsufrakis），是南極洲的山峰，位於沙克爾頓海岸，處於馬卡姆高原東部，屬於伊麗莎白女王嶺的一部分，美國地質調查局根據測量和美國海軍拍攝的空中照片繪入地圖，現時由南極條約體系管理。